# موریل پیج
موریل پیج (انگلیسی: Murriel Page؛ زادهٔ ۱۸ سپتامبر ۱۹۷۵) بازیکن بسکتبال اهل ایالات متحده آمریکا است.
وی در مسابقات کشوری و بین‌المللی در مجموع برندهٔ ۱ مدال نقره شده‌است.